# Badehaus (Museumsinsel)

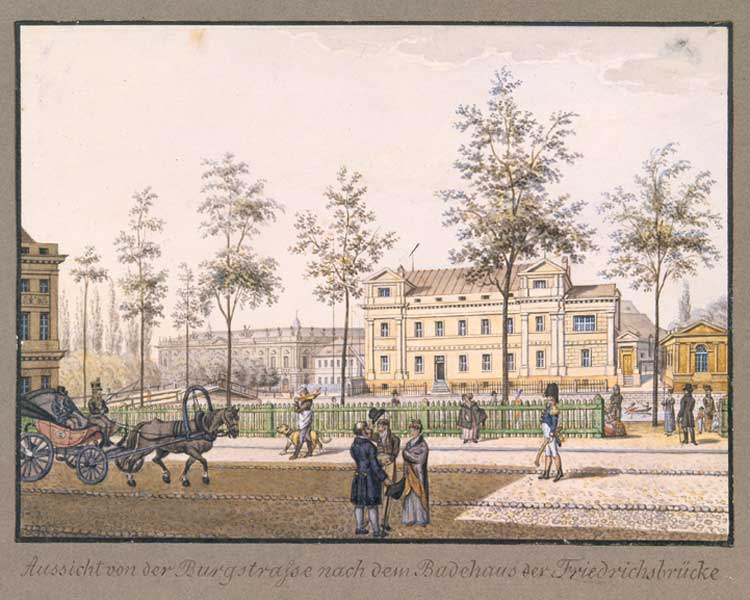
Das Welpersche Badehaus lag auf der Berliner Museumsinsel an der Friedrichsbrücke.
Grafik von Friedrich August Calau, nach 1804

Das sogenannte Welpersche Badehaus auf der Museumsinsel in Berlin war eine private Badeanstalt, die von etwa 1805 bis 1865 bestand. Ihr Bau war von dem Berliner Stadtphysikus und „Geheimen Obermedizinalrat“ Dr. Georg Adolph Welper (1762–1842) initiiert worden, der damit zum Begründer des neuzeitlichen Badewesens in Berlin wurde.

## Georg Adolph Welper
Georg Adolph Welper (* 1. Mai 1762 in Kandern/Baden; † 29. Mai 1842 in Berlin) ließ sich nach dem Medizinstudium an der Universität Jena in Berlin nieder. Er wurde 1803 Ober-Medizinalrat und Stadtphysikus, 1810 Geheimer Ober-Medizinalrat. 1840 ging er in den Ruhestand.

## Das Badeschiff

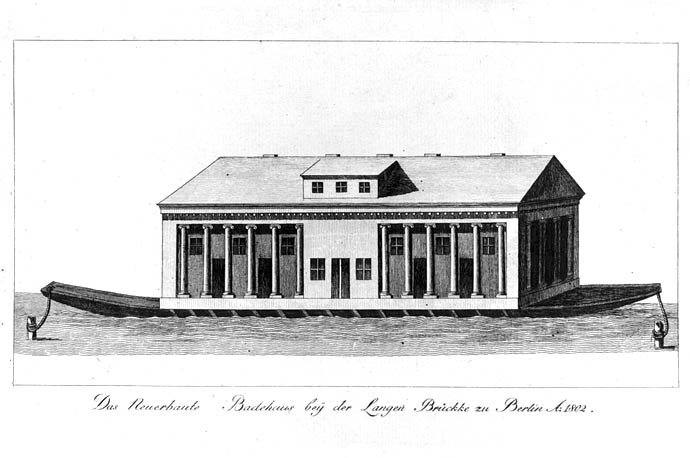
Das Welpersche Badeschiff lag in der Nähe der Langen Brücke in der Spree vor Anker
Unbekannter Grafiker, 1802

Um 1800 gab es in Deutschland nur wenige private Bäder, die auch Duschen oder Räumlichkeiten für Dampfbäder besaßen. Große Badeanstalten wie etwa das Pariser Vauxhall-Badhaus oder das Wiener Dianabad bestanden nirgends. Der Berliner Arzt Georg Adolph Welper, der von den Wohltaten des Schwimmens und des gründlichen Waschens überzeugt war, leistete deshalb Pionierarbeit, als er 1802 ein schwimmendes Badehaus im klassischen Stil in Berlin an der Langen Brücke in der Spree vor Anker gehen ließ, um auch dem Badebedürfnis des Durchschnittsberliners, der sich Reisen zu entfernten, mondänen Badeorten nicht erlauben konnte, entgegenzukommen.
Durch allerhöchste Kabinettsordre vom 2. Oktober 1801 war Welper genehmigt worden, eine solche schwimmende Badeanstalt – in Form eines Badeschiffs – an der Spree zwischen Lange Brücke und den Mühlen, am Ende der Burgstraße, einzurichten.
Das Badeschiff war in der Mitte nach unten offen und nicht als geschlossenes Bassin konstruiert, so dass sich die Badenden direkt im Spreewasser befanden. In der Mitte waren Badezellen installiert. Diese waren auf den Breit- und Schmalseiten des Schiffes durch einen Umgang verbunden, den zum Wasser hin dorisch-ionische Säulen schmückten. Die Baderäume waren in vier Klassen eingeteilt. Die erste Klasse bot den Luxus von Papiertapeten und gemalten Decken, Lampen aus Alabaster und bis zum Boden reichenden Spiegeln. In einzelnen Kabinen waren auch Wannenbäder mit warmem Wasser möglich.

## Das Badehaus auf der Museumsinsel

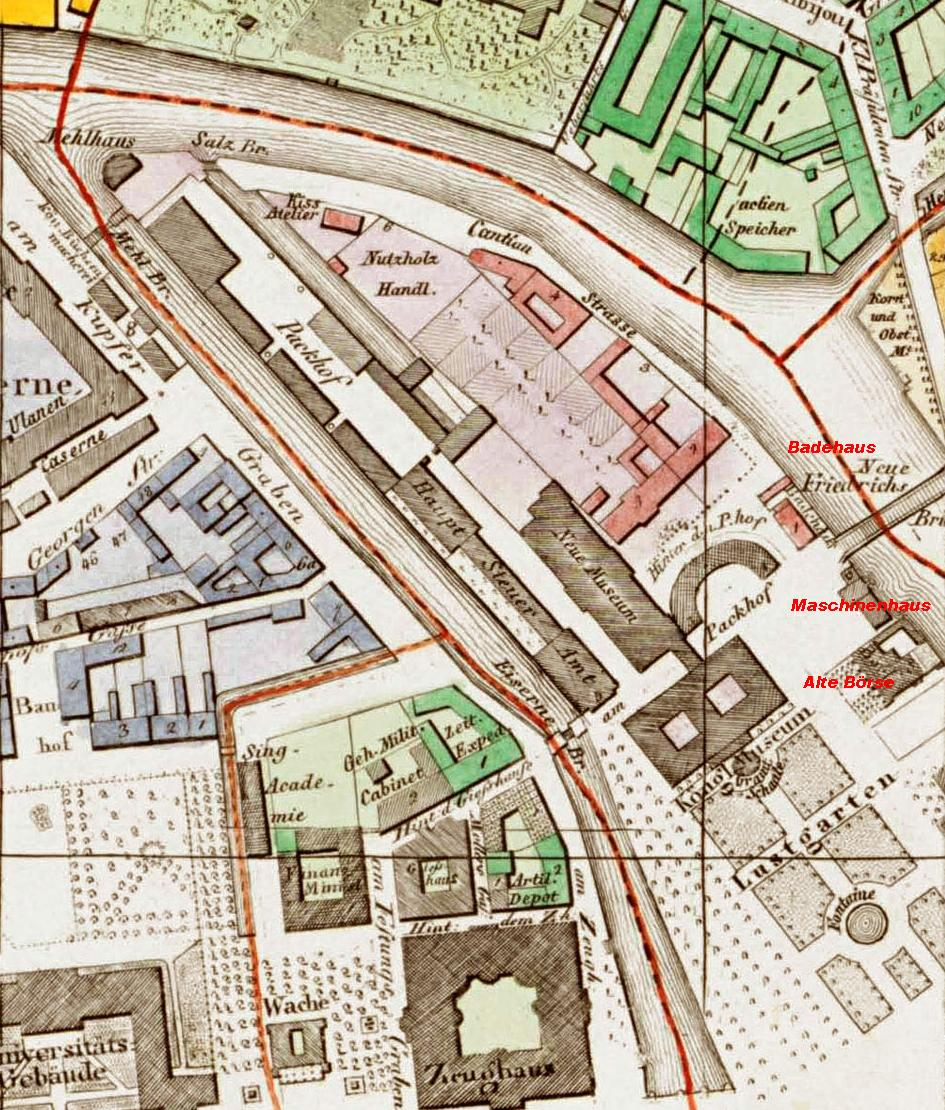
Das Welpersche Badehaus lag auf der Berliner Museumsinsel an der Friedrichsbrücke
Ausschnitt aus dem Stadtplan von Selter, 1846

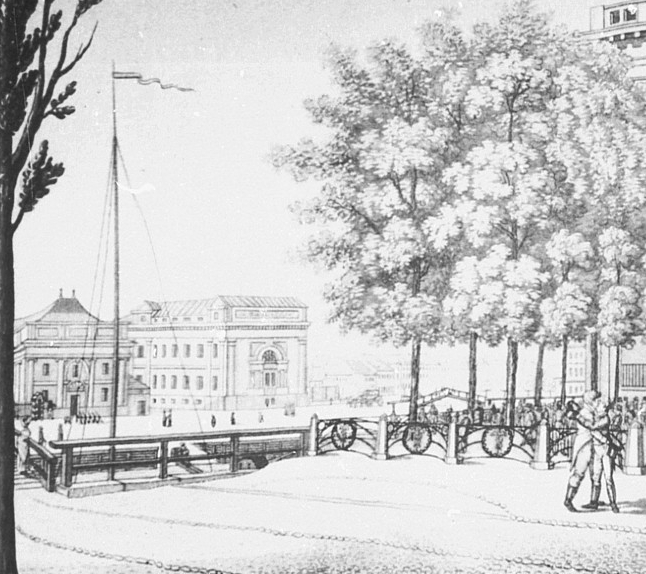
Blick von der Berliner Alten Börse am Lustgarten auf das Welpersche Badehaus (Mitte). Links davon ist das alte Orangerie-Haus zu sehen, das seit 1749 als Packhof diente
Graphik von Laurens und Dietrich nach einer Vorlage von Friedrich August Calau, 1830

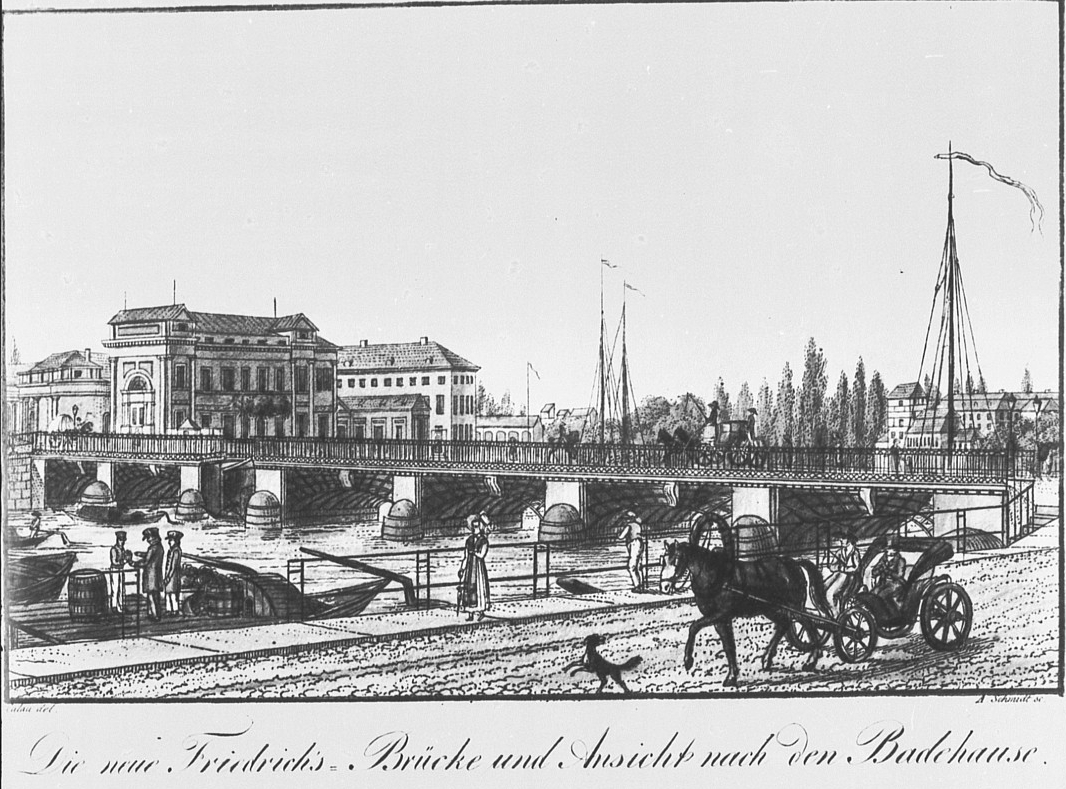
Blick auf die Friedrichsbrücke und das Welpersche Badehaus vom östlichen Spreeufer aus
Grafik von A. Schmidt, 1835

Nach dem Erfolg des Badeschiffs wurde einige Zeit danach von Welper eine größere Badeanstalt auf dem festen Land an der Friedrichsbrücke auf der (später als „Museumsinsel“ bezeichneten) Spreeinsel nördlich des Berliner Lustgartens eingerichtet. Dafür ließ Welper ein an dieser Stelle – wie die alten Stadtpläne zeigen – bereits bestehendes Haus von dem Architekten Ludwig Catel, der aus einer Hugenotten-Familie stammte, umbauen. Das Welpersche Badehaus lag direkt an der Spree neben der Friedrichsbrücke.

## Baubeschreibung
Die gesamte Anlage bestand aus einem Haupt- und einem daneben befindlichen gesonderten Nebengebäude. Beide Gebäude waren massiv gebaut und mit einem Zinkdach gedeckt. Das Hauptgebäude war im ionischen Stil mit Säulen verziert. Am vorderen Giebel des Hauptgebäudes, über dem mit vier ionischen Säulen eingeschlossenen Bogenfenster, stand die werbende Inschrift: „in balneis salus“ (Baden ist gesund.). Eine frei liegende Treppe am Ende des Gebäudes führte zwischen zwei ionischen Wandsäulen zum Eingang und in einen mit Blumen geschmückten Korridor, aus welchem man in einen kleinen Garten zwischen der Spree und dem Hause weitergehen konnte. Vom Korridor nach rechts trat man in das Gesellschaftszimmer, wo der Besucher die Karte zu dem bestimmten Bad in Empfang nehmen konnte. Das Hauptgebäude bestand aus einem Keller und zwei oberirdischen Geschossen. Das Nebengebäude, das – wie alte Stiche zeigen – zunächst eingeschossig war, erhielt später zwei weitere Geschosse.

## Badeleben und Service des Badehauses
Das Welpersche Badehaus bot seinen Kunden Bäder verschiedener Art an, darunter auch russische Dampfbäder. Zu diesen Bädern wurde einfaches Spreewasser verwendet. Die Bäder der Männer waren im ersten und die der Frauen im zweiten Geschoss untergebracht; im Kellergeschoss befanden sich die Bäder der vierten Klasse. Nach diesen verschiedenen Klassen richteten sich auch die damit verbundenen Bequemlichkeiten, so wie die in den Zimmern herrschende Eleganz der Möbel, wie der Sofas, Spiegel usw. Desgleichen waren die Badewannen erster Klasse aus glasiertem Ton, aus der Berliner Feilnerschen Ofenfabrik, die der zweiten Klasse waren aus Zink, die der übrigen Preisklassen von schlichtem Holz. In jedem der beiden obern Geschosse befanden sich elf Bäder, im unteren aber zwölf. Im untern Geschoss waren drei Bäder ausschließlich für die Armen bestimmt, welche unentgeltlich benutzt werden durften. Im Nebengebäude befanden sich vier Schwefelbäder, ein Schwefeldampfbad und Wasserdampfbäder.
Sämtliche Zimmer der beiden Geschosse des Hauptgebäudes waren tapeziert; sie wurden im Winter durch die im Souterrain befindliche Dampfmaschine auf eine angenehme und gleichmäßige Art erwärmt; die Wärme verbreitete sich durch das Innere der ganzen Anstalt. (Dies war in anderen später entstandenen Anstalten nicht immer der Fall.) Besonders angenehm war es für den Besucher, dass nicht nur jedes Geschoss, sondern auch jede Seite desselben nach Willkür mehr oder weniger erwärmt werden konnte. Sowohl für die Damen, als auch für die Herren, war jeweils ein Eintrittszimmer vorhanden; in dem Erfrischungen genossen werden konnten. Der kleine Garten an der Spree diente zum Spazierengehen vor oder nach dem Bad. Unter dem Dache des Hauptgebäudes befanden sich zwei große Wasserbehälter für das aus der Spree heraufgepumpte Wasser. Hierfür waren Röhren unter dem Bett des Flusses entlang, bis unter den dritten Bogen der Friedrichsbrücke, in den Hauptstrom geführt worden. „Personen mit zweifelhaftem Ruf“ war es untersagt, das Haus zu betreten und Bäder zu nehmen.

## Vorbild für andere Badehäuser
Das Welpersche Badehaus an der Friedrichsbrücke wurde zum Vorbild für andere Einrichtungen der gleichen Art in Berlin. Bald gab es „in fast allen Theilen der Stadt dergleichen Anstalten zu einfachen und künstlichen Wannen-Bädern, und sodann auch zu russischen Dampfbädern“. So durften diejenigen Einwohner Berlins, die sich die Eintrittspreise leisten konnten, außer im Welperschen Badehaus an der Friedrichsbrücke sich bald auch in Pochhammers Mariannenbad, im Carlsbad oder im Albertinenbad reinigen oder sich in den Neanderschen Schlammbädern verwöhnen lassen. Die meisten der etwa 265.000 Berliner jener Zeit mussten allerdings, wie die große Mehrheit der Bewohner anderer deutscher Städte, mit der einfachen Waschschüssel auskommen.

## Abriss in den 1870er Jahren

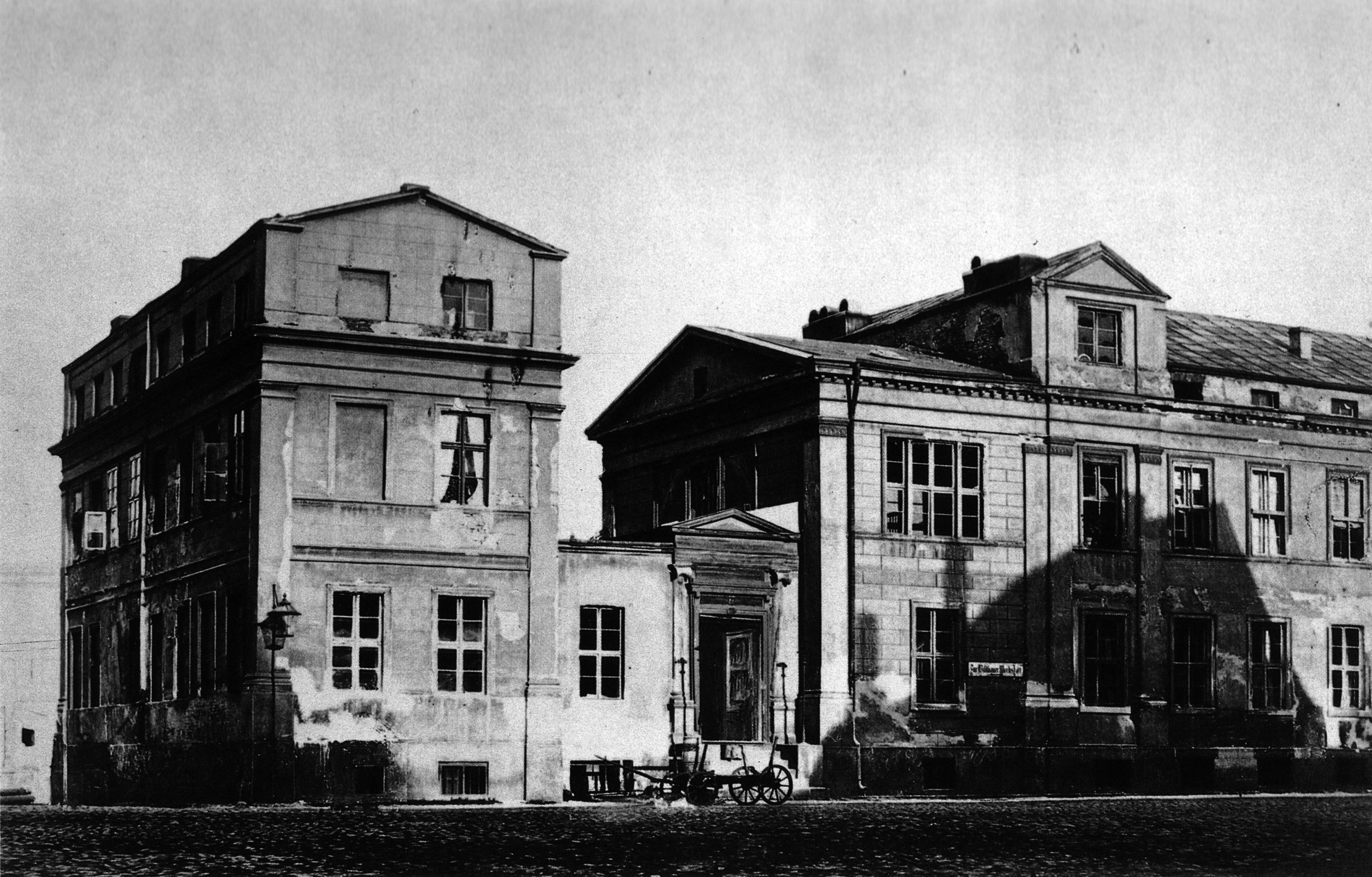
Das Welpersche Badehaus 1865, links das aufgestockte Nebengebäude, rechts das Hauptgebäude.
Fotografie von Friedrich Albert Schwartz

Das Welpersche Badehaus an der Cantianstraße auf der Museumsinsel wurde 1871 oder wenig später abgerissen, da das Gelände für den Bau der spreeseitigen Kolonnaden benötigt wurde.